# کنتسینگن
شهر کنتسینگن (به آلمانی: Kenzingen) در ایالت بادن-وورتمبرگ در کشور آلمان واقع شده‌است.